# Dvin (Ararat)
Pour les articles homonymes, voir Dvin (homonymie).
Dvin (en arménien Դվին ; jusqu'en 1950 Dyugun Hay) ou Nerkin Dvin est une communauté rurale du marz d'Ararat en Arménie. En 2008, elle compte 2 838 habitants.
Sur son territoire se situent les ruines d'une des anciennes capitales arméniennes, Dvin.

## Population
Une partie significative de la population de Dvin est assyro-chaldéenne, une des quelques minorités ethniques du pays.